# Felix Beijmo
Felix Beijmo (ur. 31 stycznia 1998 w Sztokholmie) – szwedzki piłkarz grający na pozycji obrońcy. Od 2020 roku zawodnik Malmö FF.

## Życiorys
Jest wychowankiem IF Brommapojkarna. W barwach pierwszego zespołu tego klubu występował w latach 2015–2017. 30 marca 2017 odszedł do sztokholmskiego Djurgårdens IF. W rozgrywkach Allsvenskan zagrał po raz pierwszy 3 kwietnia 2017 w przegranym 0:2 meczu z IK Sirius Fotboll. Wraz z Djurgårdens w 2018 roku zdobył Puchar Szwecji. 1 lipca 2018 został zawodnikiem niemieckiego Werderu Brema. Kwota transferu wyniosła około 3 milionów euro.